# Joe Montana
Joseph Clifford „Joe“ Montana Jr. (* 11. Juni 1956 in New Eagle, Washington County, Pennsylvania) ist ein ehemaliger US-amerikanischer American-Football-Spieler. Als herausragender Quarterback in den 1980er- und frühen 1990er-Jahren gilt er als einer der besten Spieler in der Geschichte der National Football League (NFL). Er gewann mit den San Francisco 49ers viermal den Super Bowl und wurde dabei dreimal zum Super Bowl MVP gewählt.

## College
Joe Montana spielte von 1975 bis Januar 1978 College Football bei den Fighting Irish an der University of Notre Dame und führte diese in seinem Abschlussjahr zu einem spannenden Sieg im Cotton Bowl Classic und dadurch auch zur nationalen Meisterschaft 1977.

## NFL
1979 wurde er jedoch erst in der dritten Runde im NFL Draft von den San Francisco 49ers ausgewählt. Im Trikot mit der Nummer 16 führte er die 49ers zu vier Super-Bowl-Siegen (Super Bowl XVI, XIX, XXIII und XXIV). Er wurde dreimal zum Super Bowl MVP (XVI, XIX, XXIV) gewählt. 1990 wurde er von der Zeitschrift Sports Illustrated zum Sportler des Jahres gewählt. Mit der Sportler-des-Jahres-Auszeichnung von Associated Press wurde er im gleichen Jahr und bereits 1989 geehrt.
Montana ist 1,88 m groß und wog während seiner aktiven Zeit ca. 93 kg. Er besaß eine unterdurchschnittliche Wurfkraft, jedoch hohes Spielverständnis. Er profitierte daher von der West Coast Offense, die Bill Walsh Anfang der 1980er Jahre bei den San Francisco 49ers eingeführt hatte. Da diese Offensiv-Variante in erster Linie auf einem Kurzpassspiel beruht, jedoch ein hohes Spielverständnis des Quarterbacks voraussetzt, passte sie exakt zu Montanas Fähigkeiten.
Zum Markenzeichen Montanas wurde vor allem seine Nervenstärke, die er häufig auch in fast aussichtslosen Spielsituationen bewies. Mehrfach gelang es ihm, Rückstände aufzuholen und Spiele zu drehen. 31-mal gelang ihm dieses Kunststück noch im letzten Viertel, was ihm die Spitznamen Comeback Kid, Joe Cool und Montana Magic einbrachte.
Am 10. Januar 1982 fand im ausverkauften Candlestick Park eines der berühmtesten Spiele in der Geschichte der 49ers statt, obgleich es sich nicht um einen Super Bowl handelte, es war „nur“ das NFC Championship Game gegen die Dallas Cowboys. Joe Montana führte die 49ers mit diesem Spiel in ihren ersten Super Bowl (Super Bowl XVI) und das Spiel errang durch Montanas Touchdownpass zu Dwight Clark große Bekanntheit. Dieser Touchdown wurde unter dem Namen „The Catch“ berühmt und wurde der Auftakt einer großen Rivalität beider Mannschaften in den 1980ern und 1990ern.
Legendär wurde auch der Sieg gegen die Cincinnati Bengals im Super Bowl XXIII, als sein Team kurz vor Schluss noch 92 Yards erobern und einen Touchdown erzielen musste. Montana führte seine Teamkameraden in aller Seelenruhe zum Sieg (10 Yards Touchdownpass zu John Taylor 39 Sekunden vor Spielende) und hielt dabei noch nach Prominenten im Publikum Ausschau. Durch diese lockere Zuversicht, die durch Erfolge bestätigt wurde, vertrauten ihm seine Mitspieler.
Beim Versuch der erneuten Titelverteidigung wurde er im Januar 1991 verletzt. Die Genesung zog sich über zwei Jahre hin, in denen ihn Ersatzmann Steve Young sehr erfolgreich vertrat. Um wieder spielen zu können, wurde er im April 1993 an die Kansas City Chiefs abgegeben, wo er seine Karriere nach der Saison 1994 beendete. Da in Kansas City seine Nr. 16 nicht verfügbar war, drehte er einfach die 6 zur 9 und spielte für die Chiefs mit der Nr. 19, mit der er bereits als Kind spielte.

## Rekorde und Auszeichnungen
In seiner Karriere bei den 49ers warf er 2.929 vollständige Pässe bei 4.600 Versuchen für 35.142 Yards und 240 Touchdowns. In seiner gesamten Karriere waren es 3.409 vollständige Pässe bei 5.391 Versuchen für 40.551 Yards und 273 Touchdowns. Montana spielte in acht Pro Bowls.
Sein Quarterback Rating über seine gesamte Karriere ist mit 92,3 das zweithöchste (nicht mehr aktiver Spieler) aller Zeiten – hinter seinem Nachfolger bei den 49ers, Steve Young. Zum frühest möglichen Zeitpunkt – fünf Jahre nach Ende seiner Karriere – wählte man ihn im Jahr 2000 in die Pro Football Hall of Fame. Er ist Mitglied im National Football League 1980s All-Decade Team und seit 1994 auch in dem National Football League 75th Anniversary All-Time Team. Er gewann zudem zahlreiche andere Auszeichnungen, wie den NFL Comeback Player of the Year Award und den Bert Bell Award während und nach seiner Karriere.

## Nach der Karriere
Joe Montana lebt heute in der Nähe von San Francisco. Dort züchtet er Pferde und baut eigenen Wein an, der unter dem Namen Montagia verkauft wird.

## Sonstiges
Montana wirkte als Hintergrundsänger auf dem Album Small World von Huey Lewis & the News mit.